# La quiniela (película)
La quiniela es una película cómica española estrenada en 1960, dirigida por Ana Mariscal y protagonizada por Ana Mariscal, Manuel Monroy, Joaquín Roa e Isana Medel.

## Sinopsis
Don Cándido es un modesto oficinista que hace su primera quiniela cuando ya es anciano. Tiene trece aciertos y gana una considerable suma de dinero. Esto hace que le ciegue la ambición, cambiando su carácter y contagie su afición a sus familiares y que las apuestas se conviertan en el centro de sus vidas.

## Reparto
- Ana Mariscal ... Berta
- Manuel Monroy ... Marcelo
- Isana Medel ... Elisita
- Manuel Peiró ... Carlos
- Joaquín Roa ... Don Cándido Palomo
- Rafael Durán ...	Leonardo Mendoza
- Ángel Ter	...	Aquilino, el taxista
- Rafaela Aparicio	...	Elisa
- Erasmo Pascual ... Olmedilla
- Félix Fernández ... Don Calixto, el cura
- José Calvo ... Vividor
- Raúl Cancio ... Guardia de tráfico
- Félix Dafauce	...	Párroco
- Ángel Álvarez
- Aníbal Vela
- Francisco Bernal
- Dolores Bremón
- Matilde Artero ... Doña Tomasa
- Juan Vázquez
- Luis Rico
- Domingo Sánchez 'El Chirri'
- Agustín Zaragoza
- Félix Briones	...	Tendero
- Carmen Macarena
- Emilio Santiago
- Odón Corcobado
- José María Rodríguez
- José María Echevarría
- Adolfo Fernández ...	Locutor
- Tico Medina ... Ayudante del locutor
- Benjamín Domingo
- Vicente Bañó ...	Locutor
- Matías Prats ...	Locutor
- Luis Ciges ... Trabajador del Patronato de Apuestas
- Rafael de Penagos	...	Narrador
- Tito García ... Ayudante del locutor de radio